# 恐怖故事3
《恐怖故事3：來自火星的少女》（韓語：무서운 이야기 3：화성에서 온 소녀，英語：Horror Stories III），是一部2016年上映的韓國電影。此作品與前兩部的內容無關。

## 故事及演員
導演：閔奎東

金秀安 飾演 來自火星的少女

車智妍 飾演 機械人的領袖

趙漢哲 飾演 地球人的生還者(友情客串)

### 《狐狸洞》
導演：白承彬

任瑟雍 飾演 李藝生

金鍾洙 飾演 借居中的白髮老人

智眼 飾演 借居中的兒媳婦

奉允成 飾演 閔武濟

崔昌焕 飾演 強盜

### 《路怒》
導演：金善

景收真 飾演  秀珍

朴正民 飾演  東根

李對淵 飾演  卡車司機

### 《機械靈》
導演：金谷

洪恩熙  飾演 津九母親

宋成翰  飾演 津九

李在仁  飾演 登卡

朴所羅門 飾演 PZ3000